# Culto dell'Essere Supremo

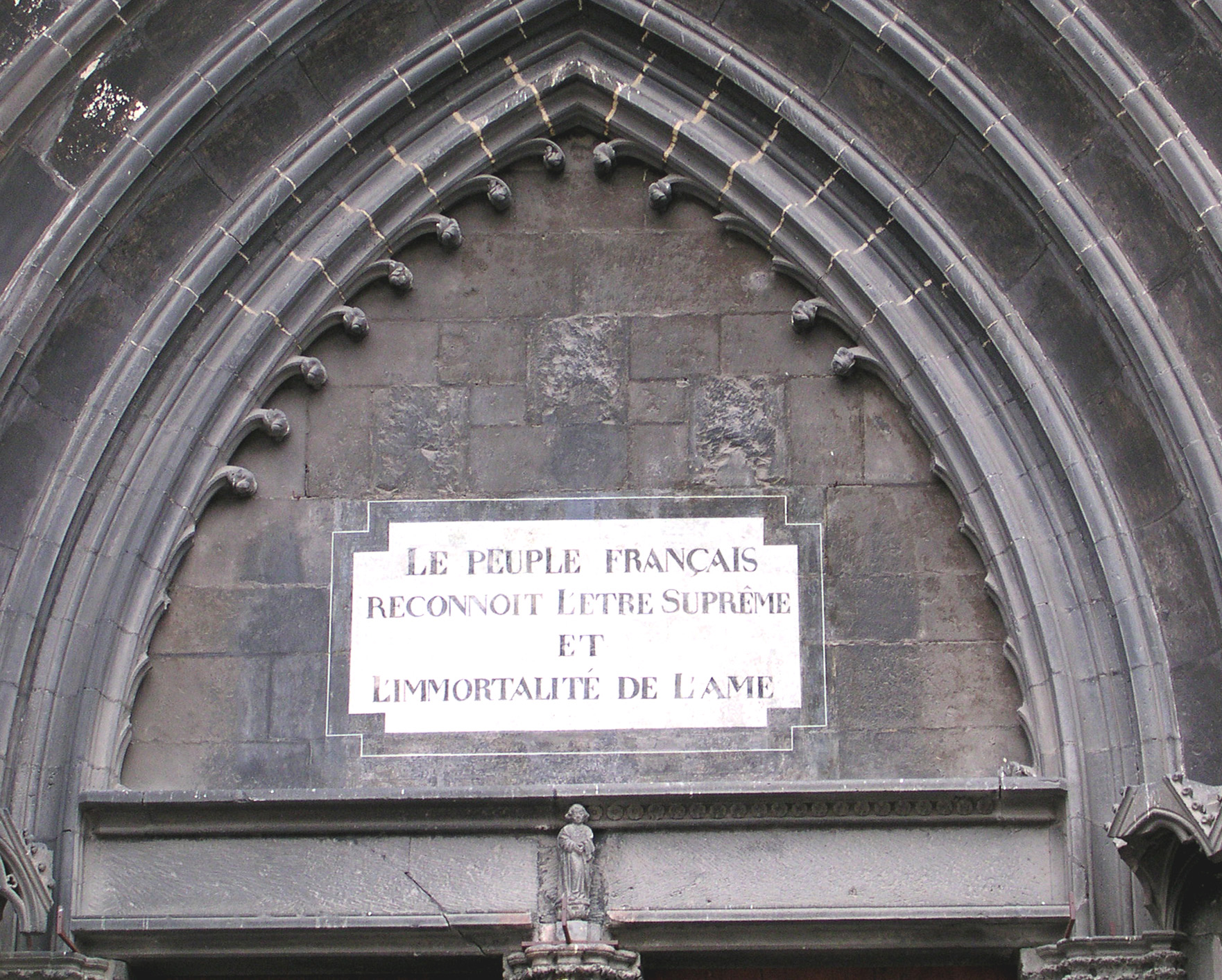
Cattedrale di Clermont-Ferrand: «Le peuple français reconnoit l'Etre Suprême et l'immortalité de l'âme» ("Il popolo francese riconosce l'Essere supremo e l'immortalità dell'anima"). Iscrizione riportante l'articolo 1 del decreto sull'Essere Supremo, emersa durante un restauro.

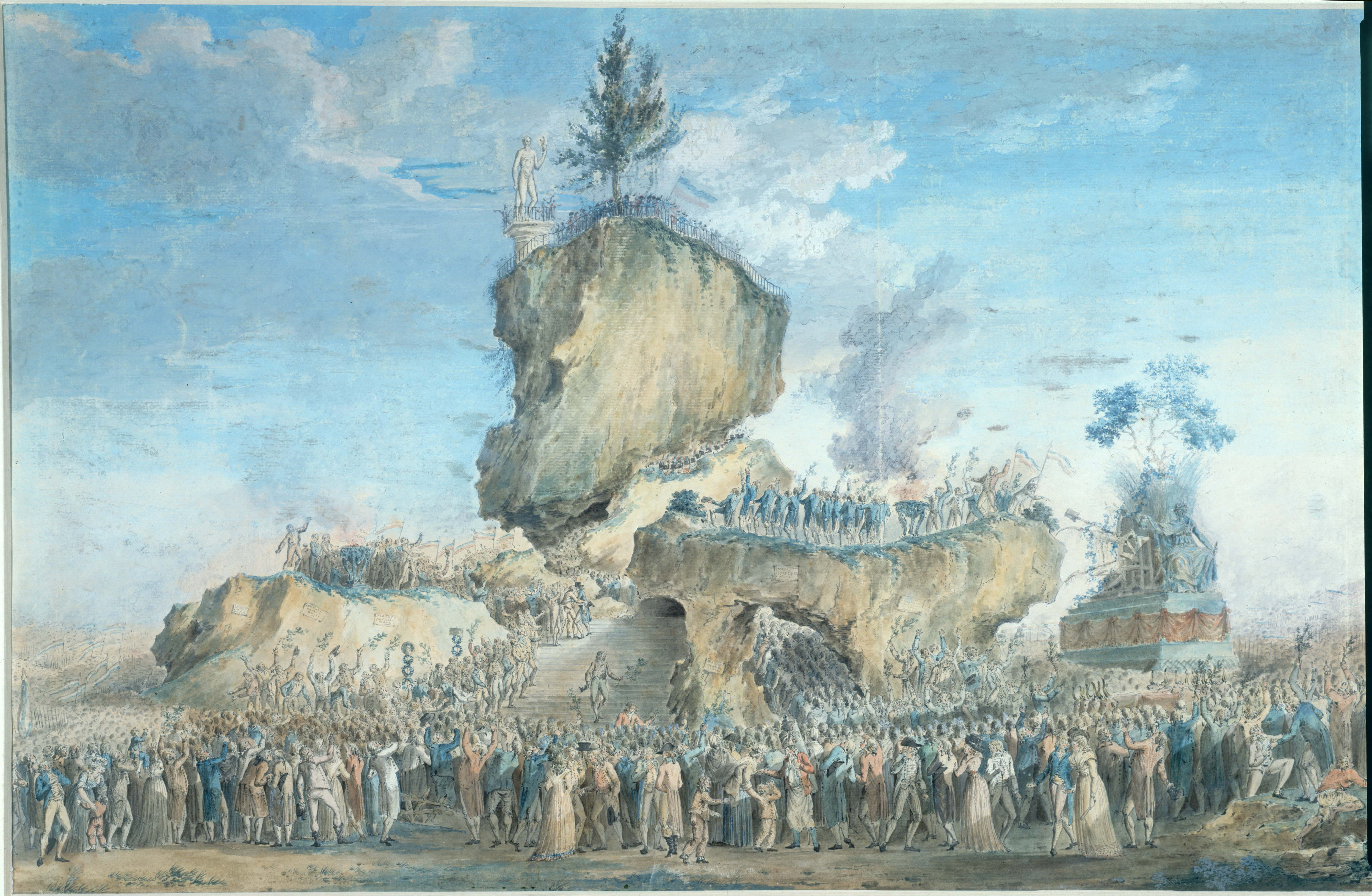
Collina artificiale costruita al Campo di Marte (Parigi) per celebrare la Festa dell'Essere Supremo (8 giugno 1794), scenografia progettata da Jacques-Louis David.

Il culto dell'Essere Supremo - religione di Stato della Prima Repubblica francese per circa due mesi - era una devozione religiosa di ispirazione deista e razionalista, sorto in Francia durante la Rivoluzione francese, e ispirato dalle idee di Jean-Jacques Rousseau e Voltaire. Il suo massimo promotore fu Maximilien de Robespierre, che intendeva sostituire così il culto della Ragione giudicato da lui troppo estremo: il capo giacobino decise così di frenarlo sollecitando prima il decreto della Convenzione nazionale sulla libertà di religione (dicembre 1793) e poi promuovendo il deismo.
Egli, contrario all'ateismo e considerando le manovre hebertiste, tra cui la scristianizzazione, un subdolo tentativo di agenti inglesi per provocare la controrivoluzione, pose così un freno deciso, ottenendo il rispetto della Costituzione civile del clero, e in seguito istituendo il culto dell'Essere Supremo, votato l'8 maggio 1794. L'8 giugno presiedette lui stesso la Festa dell'Essere Supremo in forma solenne a Parigi, ma il malumore suscitato in altri deputati segnò anche l'inizio della sua fine. Il culto fu abolito dopo il colpo di Stato del 9 termidoro (28 luglio), sebbene furono fatti tentativi di recuperarlo nella forma della successiva teofilantropia.

## Storia
Nel maggio 1794, la Convenzione nazionale, che temeva l'influenza e il ritorno delle masse alla religione cattolica, che essa stessa aveva fatto tornare legale con il ristabilimento della libertà religiosa negata di fatto a livello locale da alcuni rappresentanti in missione o da atti estemporanei di hebertisti e sanculotti a Parigi, corse ai ripari; su richiesta di alcuni rappresentanti che volevano regolare i culti locali proclamò, su impulso di Robespierre (relatore della legge) che riteneva l'ateismo "aristocratico", e su proposta del Comitato di Salute Pubblica ormai epurato dagli hebertisti (come la stessa Convenzione), come religione di Stato il culto laico e deista dell'"Essere Supremo" (già citato nel preambolo della dichiarazione dei diritti dell'uomo e del cittadino del 1789).

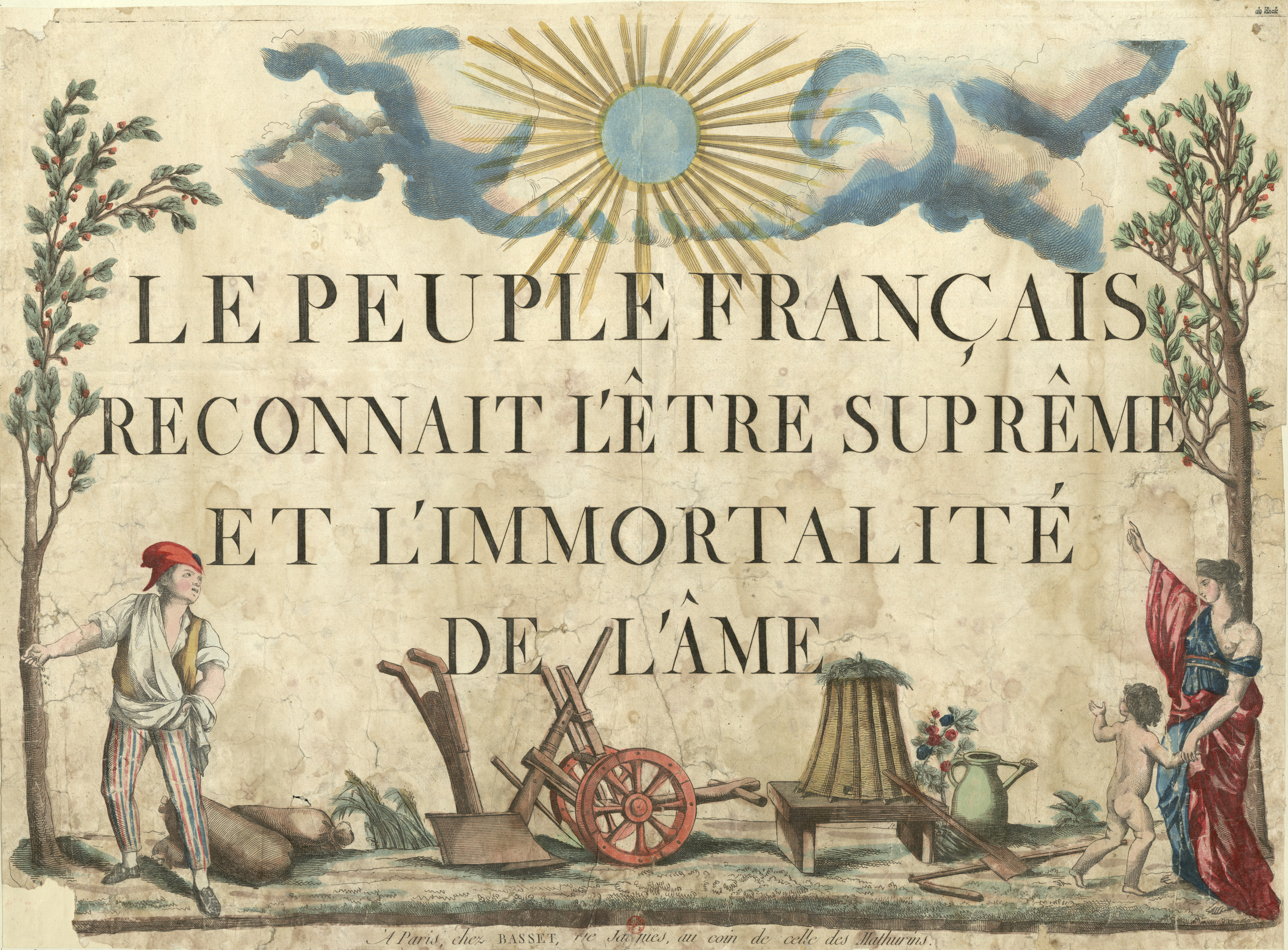
Targa in onore dell'Essere Supremo

Tale culto era basato sulle teorie di Rousseau, e in parte di Voltaire, ma il decreto attirò su Robespierre e i giacobini l'ostilità sia dei cattolici sia degli atei. Robespierre - che aveva intenzione di sostituire, con il deismo e il panteismo naturalistico, la dea Ragione - prese però anche le difese del clero costituzionale, i religiosi che si erano opposti ai preti refrattari, e avevano giurato fedeltà alla Repubblica, sia per convinzione sia per pressioni del collega abbé Henri Grégoire, il più importante tra i vescovi costituzionali e deputato giacobino.
(Maximilien de Robespierre, Sui rapporti delle idee religiose e morali con i principi repubblicani e sulle feste nazionali, discorso tenuto alla Convenzione il 7 maggio 1794)
Segretamente però Robespierre divenne facile bersaglio, molti atei e coloro che gli rimproveravano la sua spiritualità rousseauiana, spesso lo ridicolizzavano a parole. Anche Condorcet, portavoce dei salotti illuministi ed enciclopedisti diderottiani già critici di Rousseau quand'era in vita, e scettico verso il deismo, aveva affermato in precedenza che "Robespierre è un prete e non sarà mai altro che un prete". Anche i principali giacobini, Louis Antoine de Saint-Just, Georges Couthon, Bertrand Barère e il rappresentante in missione Louis-Marie-Stanislas Fréron, erano d'accordo con il deismo.
Alla Convenzione ormai composta da giacobini il discorso parve bene accolto «ascoltato in un silenzio veramente religioso, interrotto solo di tanto in tanto da applausi frenetici. (...) non il testamento di un uomo, ma quello di un'intera generazione, la generazione che aveva creato la Prima repubblica e che credeva con la repubblica di generare il mondo». Nel Comitato e in Convenzione, anche atei come Collot d'Herbois e Jacques Nicolas Billaud-Varenne votarono a favore della legge, convinti dell'eloquenza e dal carisma di Robespierre.

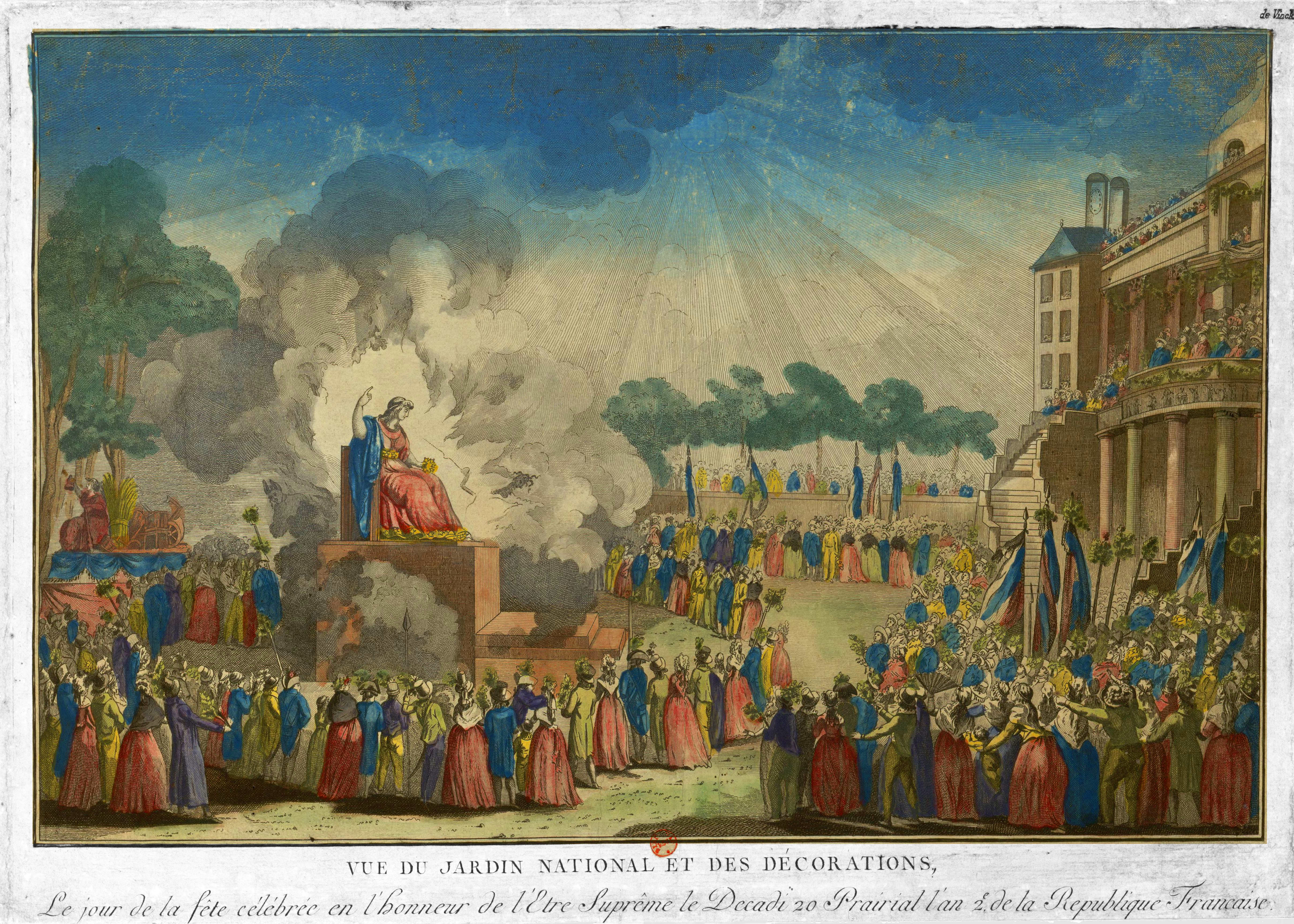
Festa dell'Essere Supremo, 1794. Musée Carnavalet, Parigi

Nelle intenzioni del Comitato di Salute pubblica, il culto dell'Essere Supremo avrebbe dovuto celebrare l'unità nazionale e favorire la pacificazione, con la vittoria in guerra e la possibile fine del periodo di emergenza del Terrore (sebbene la legge del 22 pratile anno II o "del Grande Terrore" fosse votata appena due giorni dopo la Festa dell'Essere Supremo).
Se la precedente scristianizzazione aveva di fatto proibito ogni culto - soprattutto quello cattolico - tranne la celebrazione simbolica della Dea Ragione, il nuovo culto nazionale tentava una conciliazione tra opposte visioni tramite una religione civile patriottica, naturalistica e rivoluzionaria. 
Robespierre, incaricato di illustrare il progetto normativo a nome del Comitato di Salute pubblica, fece votare una legge sul riconoscimento di questa nuova forma di spiritualità, in cui si affermava all'articolo 1 che "il popolo francese riconosce l'Essere supremo e l'immortalità dell'anima". La frase (derivata indirettamente dal modello deista proposto da Rousseau nel capitolo di Emilio o dell'educazione intitolato Professione di fede del vicario savoiardo nonché da parte de Il contratto sociale) venne apposta anche su molte chiese, riconvertite da templi della ragione a templi dell'Essere supremo, senza che vi si celebrasse alcun culto. Gli articoli 2 e 3, infatti, dichiaravano che "il solo culto che si conviene all'Essere Supremo è la pratica dei doveri dell'uomo", cioè l'odio verso i tiranni, il rispetto dei deboli, la pratica della giustizia, ecc.

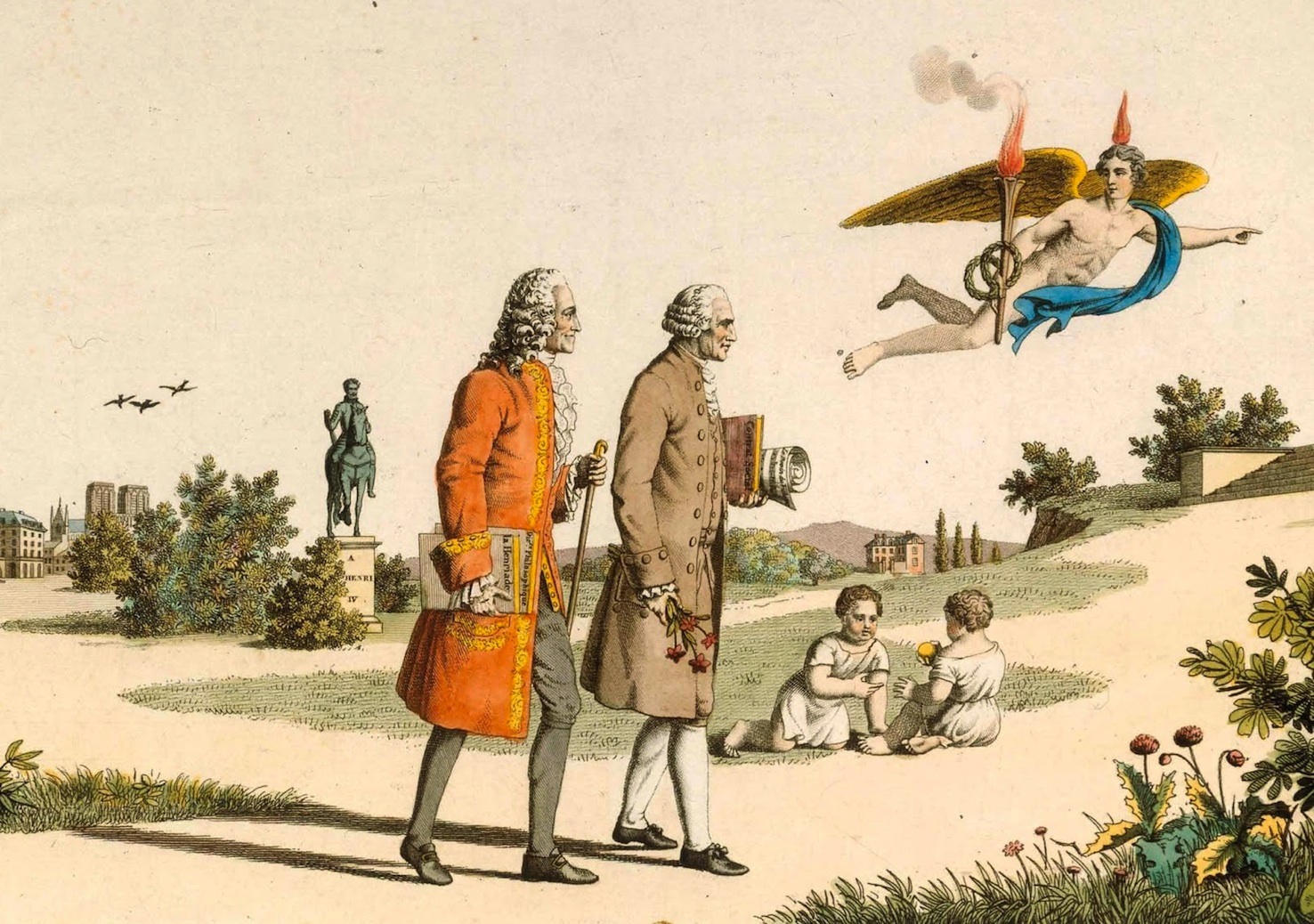
Stampa agiografica del 1794: Voltaire e Rousseau sono guidati dal Genio della Ragione verso la gloria e l'immortalità

Gli altri articoli confermarono la libertà di culto per i cattolici costituzionali, il rispetto della libertà di coscienza intima (estesa anche ai cattolici rimasti fedeli al papato), oltre che la laicità sostanziale dello Stato francese, ma punivano gli "assembramenti aristocratici" con la scusa della religione, e tutte le istigazioni fanatico-religiose contro la Repubblica. Si trattava in sostanza di una religione naturale, un culto razionale senza imposizione di pesanti dogmi e precetti, con istituzione di feste consacrate alle virtù civiche, con lo scopo, secondo i relatori, "di sviluppare il civismo e la morale repubblicana".

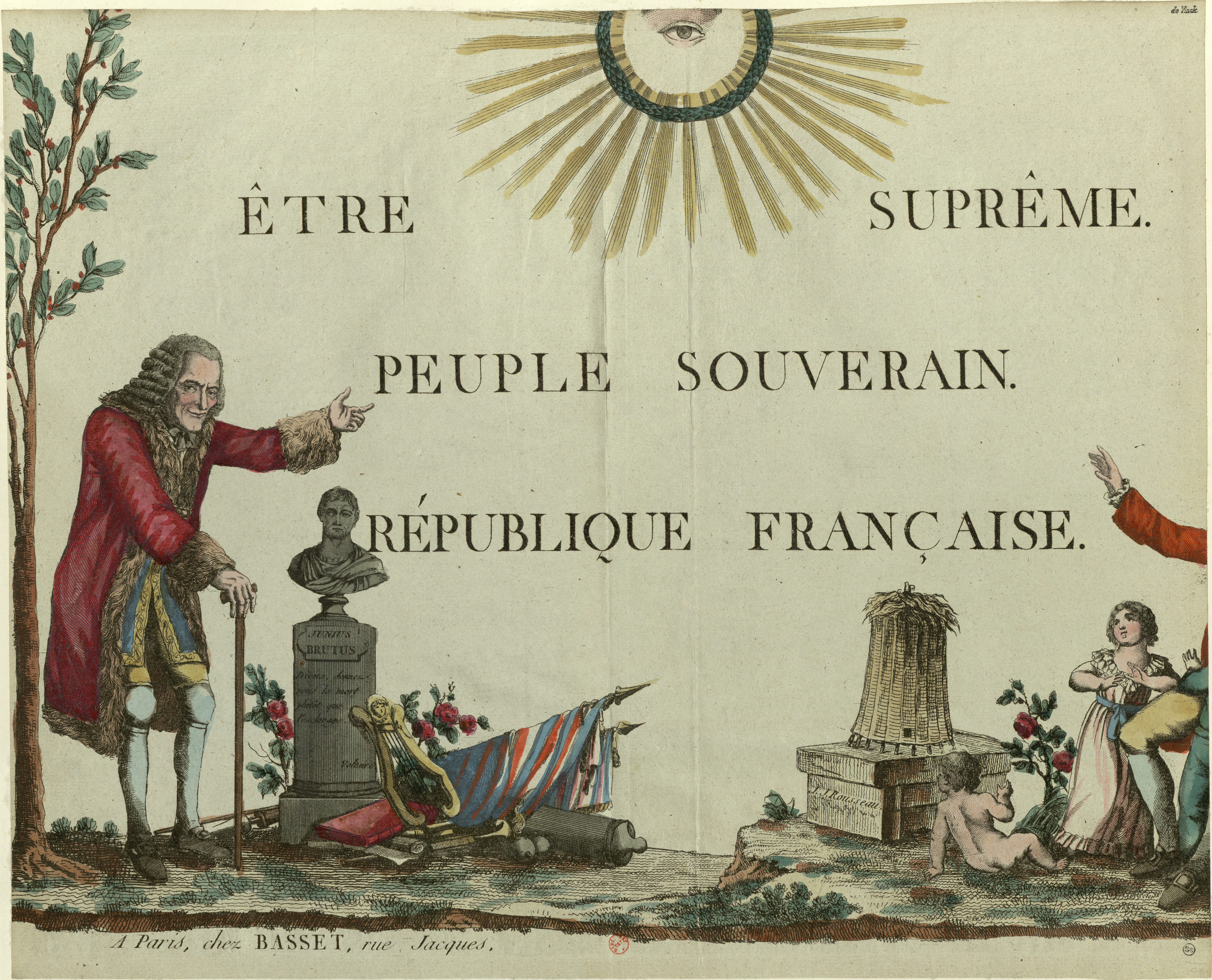
Essere supremo. Popolo sovrano. Repubblica francese, stampa celebrativa rivoluzionaria francese del 1794. Voltaire è rappresentato accanto a un busto di Lucio Giunio Bruto, fondatore della Repubblica Romana, attorniati di diversi simboli e immagini, tra cui l'Essere Supremo raffigurato come l'occhio della provvidenza.

Il culto dell'Essere Supremo fu un culto eminentemente deista, influenzato dal pensiero di molti filosofi del secolo dei Lumi, e concepiva una divinità che non interagisce con il mondo naturale e di fatto non interviene nelle faccende terrene degli uomini, e si concretizzò in una serie di feste civiche, destinate a riunire periodicamente i cittadini e a "rifondare" la Città attorno all'idea divina, ma soprattutto a promuovere valori sociali e astratti come l'Amicizia, la Fraternità, il Genere umano, l'Infanzia, la Gioventù o la Gioia.
L'8 giugno 1794 (il 20 pratile), Robespierre e gli altri deputati celebrarono la Festa dell'Essere Supremo al Campo di Marte. L'Incorruttibile, in qualità di presidente della Convenzione, guidò il corteo principale e pronunciò il discorso solenne scritto per l'occasione. Ma l'evento segnò anche l'inizio della sua fine. Questa fase coincise con il suo temporaneo ritiro dalla Convenzione in seguito ad attentati subiti.

### La festa dell'Essere supremo

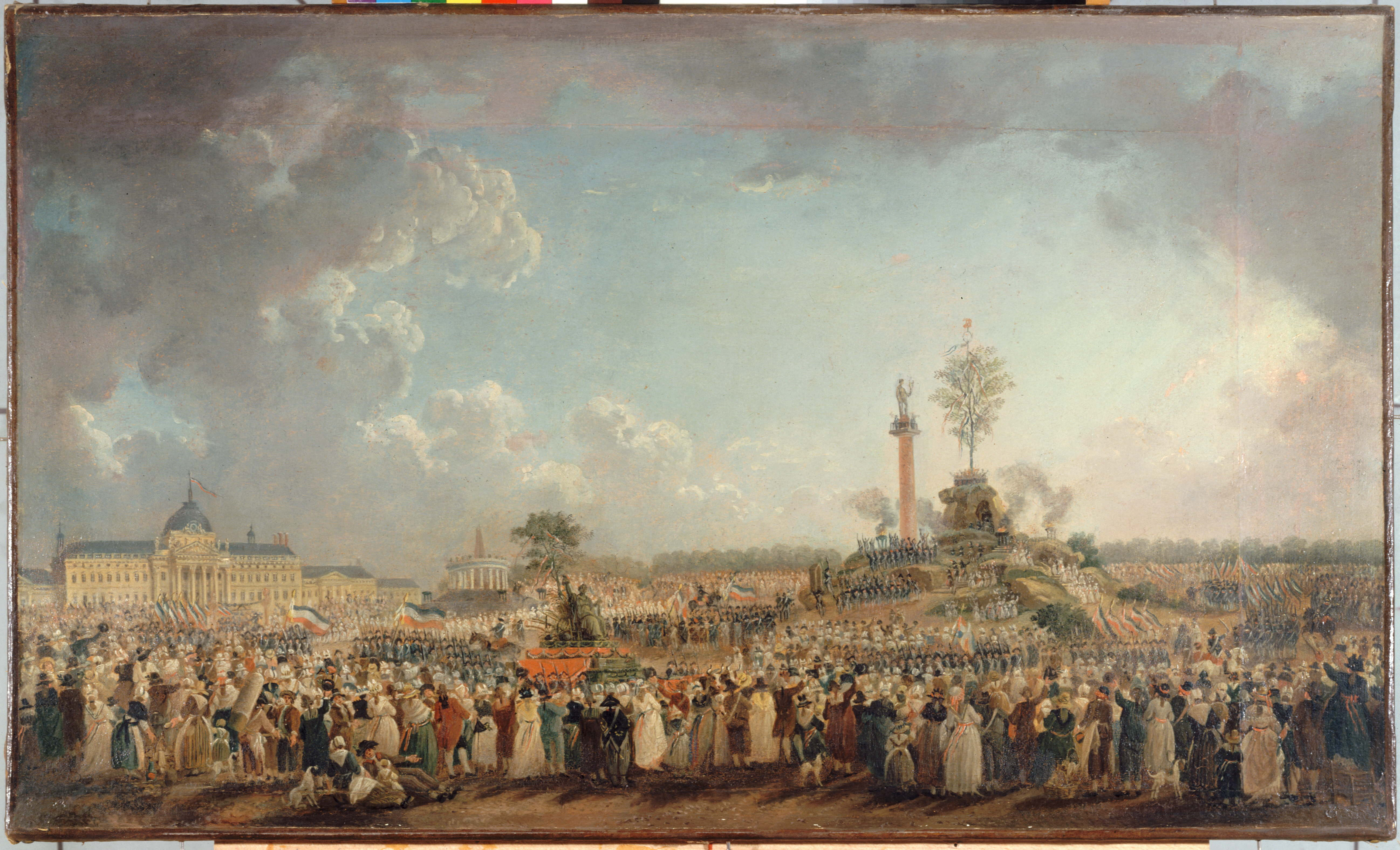
La Festa dell'Essere supremo vista dal Campo di Marte.

La festa dell'Essere supremo, celebrata l'8 giugno 1794, fu la manifestazione di questa unanimità mistica, morale e civica che Maximilien de Robespierre prevedeva per il futuro come condizione della pace e della gioia. La festa dell'Essere Supremo conobbe un grande successo in Francia e fu quella di cui più a lungo si conservarono tracce visibili. Essa fu celebrata particolarmente nella regione parigina, in Normandia, nel Nord, nella regione lionese, in Linguadoca e in Provenza, in Aquitania e in Borgogna. Le regioni meno interessate invece furono l'Alto Reno e in una certa misura l'Ovest, in particolare la cattolica Vandea.

#### Svolgimento della festa a Parigi

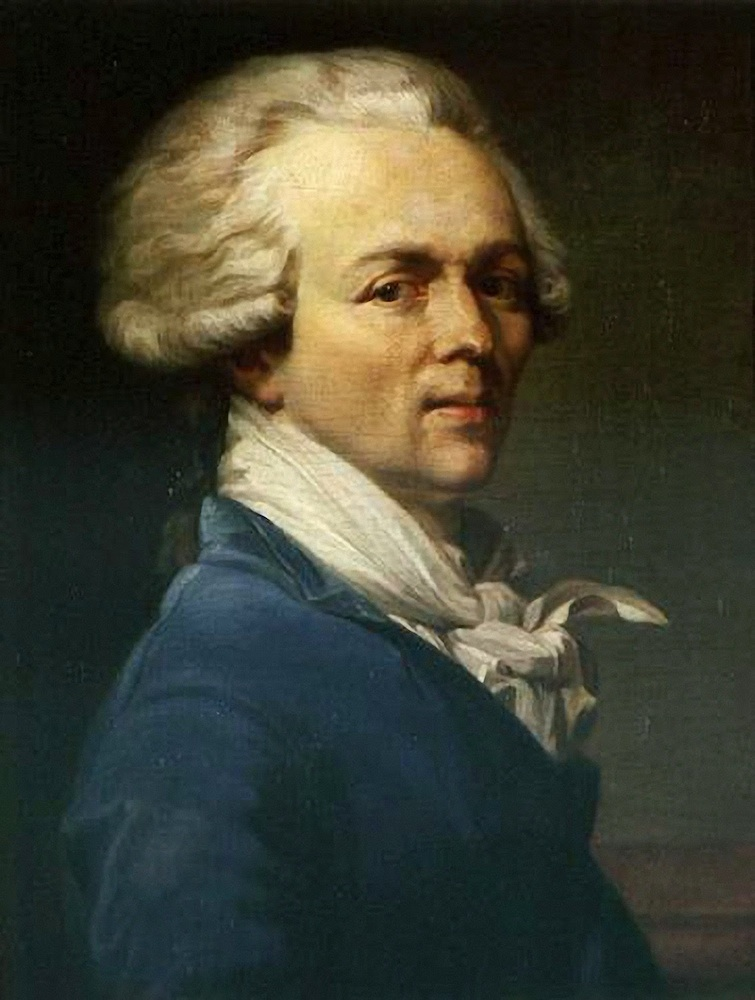
Ritratto di Robespierre

In quei giorni dalle Tuileries al Campo di Marte, l'inno all'Essere Supremo scritto dai poeti rivoluzionari Théodore Desorgues e Marie-Joseph Chénier fu cantato dalla folla su musica di Gossec. Robespierre, come una sorta di "sacerdote", precedeva i deputati della Convenzione di cui era nuovamente presidente. Avanzava solo, e per la circostanza vestiva un abito celeste cinto da una fascia tricolore. Teneva in mano un bouquet di fiori e di spezie. La folla immensa, venuta per il grande spettacolo, era incitata da Jacques-Louis David. Infine fu scoperta una statua raffigurante la Sapienza, virtù dono dell'Essere Supremo, davanti alla quale furono deposti fiori. Poi, sempre davanti alla statua della Saggezza, Robespierre diede fuoco a manichini che simboleggiavano l'ateismo, l'ambizione, l'egoismo e la falsa semplicità.
Alcuni deputati della Convenzione giacobina presenti, che non veneravano affatto il "nuovo Dio" di Robespierre (tra essi Fouché), derisero la cerimonia, chiacchierando e scherzando, e si rifiutarono di marciare al passo, a volte insultando Robespierre. Nonostante l'impressione profonda prodotta da questa festa, a cui la maggioranza dei parigini partecipò con grande trasporto emotivo, il culto dell'Essere Supremo fallì nel creare l'unità morale fra i rivoluzionari e contribuì anzi a suscitare, poco dopo il suo stabilimento, una crisi politica in seno al governo rivoluzionario, dovuta soprattutto a motivi politici (l'annosa questione tra radicali e moderati, con Robespierre come mediatore; questione che già aveva condotto all'eliminazione fisica di Indulgenti ed hebertisti). In questo caso, poco più di un mese dopo (27-28 luglio), avvenne la caduta di Robespierre il 9 termidoro, e l'instaurazione del governo dei Termidoriani, preludio al Direttorio, di cui Paul Barras fu il principale leader. Il calendario repubblicano rimase invece in vigore fino al 1806 quando Napoleone lo soppresse definitivamente. Sarà nuovamente usato nel breve periodo della Comune di Parigi (1871).

## I culti razionalisti dopo la caduta dei giacobini

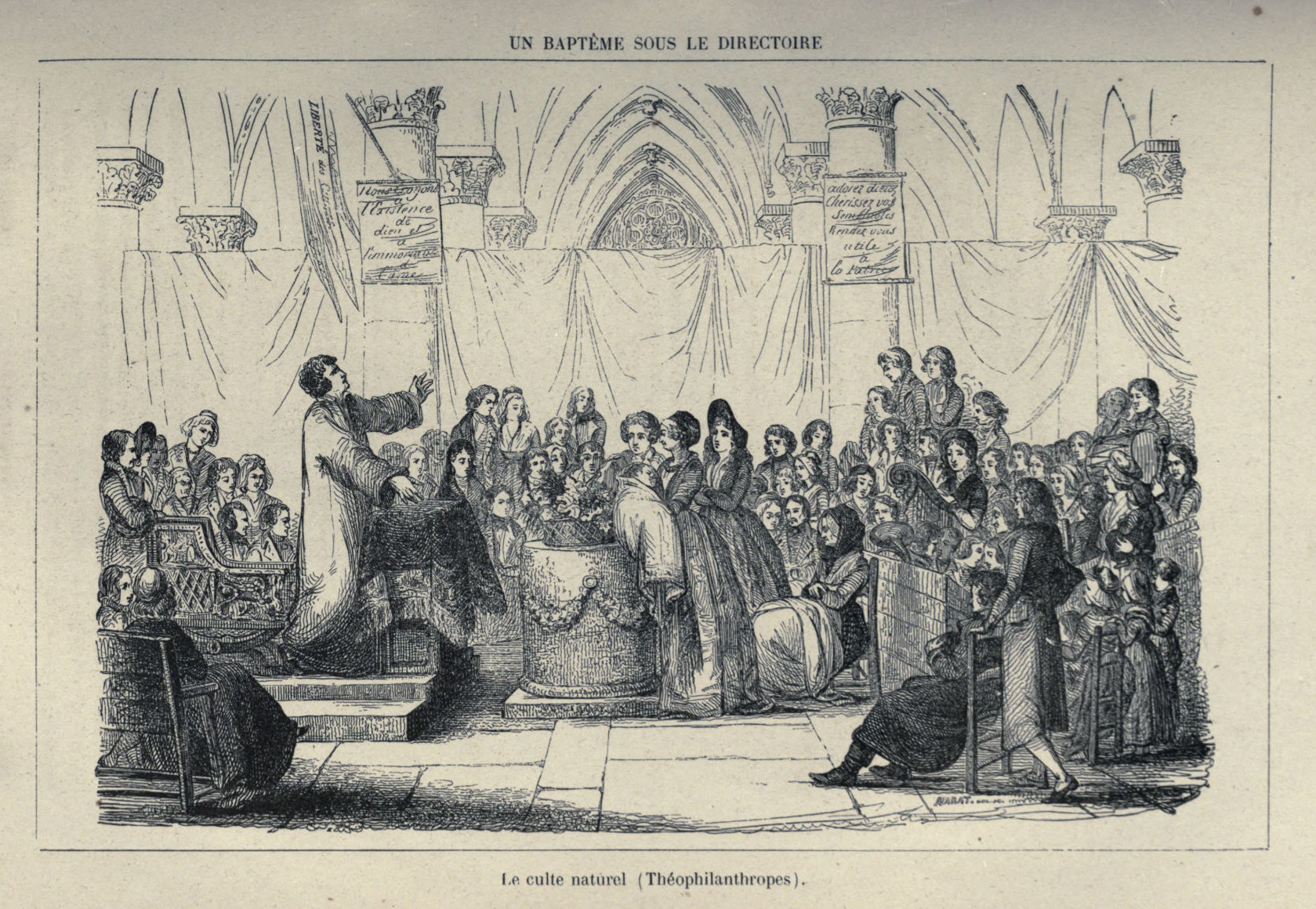
Riunione di teofilantropi

Con la caduta di Robespierre, il culto deista dell'Essere supremo, accostabile in certi ambienti anche a quello massonico del Grande Architetto dell'Universo, cadde in disuso, anche se sopravvisse sotto la forma detta teofilantropia, una setta rousseauiana, che per i legami ideologici con il giacobinismo, venne ritenuta pericolosa da Napoleone Bonaparte, che la soppresse nel 1802. Essa fu ufficiosamente appoggiata dal Direttorio tra il colpo di Stato del 18 fruttidoro anno V (4 settembre 1797) e la legge del 22 fiorile anno VI (11 maggio 1798), in particolare dal direttore Louis-Marie de La Révellière-Lépeaux.
Vennero fatti tentativi, da parte di simpatizzanti giacobini locali, di diffondere questi culti deisti organizzati anche nelle repubbliche sorelle, ad esempio in quelle formatesi in Italia, soprattutto nelle zone dove i francesi furono meglio accolti e si piantarono gli Alberi della Libertà, ma ebbero poco seguito tra la popolazione e scomparvero subito, a parte negli ambienti delle società segrete.

## Fortuna postuma
Secondo Raquel Capurro, il culto del Grand-Être sviluppato da Auguste Comte con la religione dell'umanità, che egli ideò nella fase detta religiosa del positivismo (dal 1846 in poi), è un retaggio remoto del culto della Ragione, del culto dell'Essere supremo e della teofilantropia.
Alcuni teofilantropi, che si ispiravano anche ad antiche filosofie come epicureismo e stoicismo, e vecchi simpatizzanti della religione dell'Essere Supremo, dopo la proibizione del culto, rimasero liberi pensatori, altri entrarono nella massoneria, altri nella carboneria, altri propagarono il deismo organizzato sotto diverse forme, come il giacobino Filippo Buonarroti, implicato nella Congiura degli Eguali (1796), fondatore dei Sublimi Maestri Perfetti, che influenzerà parzialmente Giuseppe Mazzini, e vi furono anche tentativi successivi di riproposizione sotto diverse forme della teofilantropia.

### Studi storici
- (FR)  Jacques Le Goff e René Rémond (dir.),Histoire de la France religieuse, éd. Seuil, novembre 1991.
- (FR)  Michel Vovelle e Serge Bonin, 1793 : la révolution contre l'Église : de la raison à l'être suprême, éd. Complexe, 1988, estratto on line
- (FR)  Timothy Tackett, La Révolution, l'Église, la France, éd. Cerf, 1986; prefazione di Michel Vovelle: Sur la question du serment à la constitution civile du clergé.
- (FR) Albert Mathiez, Les origines des cultes révolutionnaires (1789-1792), Parigi, Société nouvelle de librairie et d’édition, 1904.
- François-Alphonse Aulard, Le culte de la Raison e le culte de l’Être Suprême (1793-1794), Alcan, Paris 1892; tr. it. di M. Cardellini, Culto della Ragione e dell’Essere Supremo (1793-1794), Massari, Bolsena 2021.

### Letteratura
- Philippe Sollers, Sade contre l'Être suprême, éd. Gallimard, 1991